# Orthotrichia urimica
Orthotrichia urimica is een schietmot uit de familie Hydroptilidae. De soort komt voor in het Australaziatisch gebied.